# Vas a querer volver
«Vas a querer volver» es una canción de la actriz y cantante mexicana Maite Perroni, que se encuentra en la versión deluxe de su álbum debut de estudio Eclipse de luna. Posteriormente fue lanzado como sencillo promocional en abril de 2014 por su discográfica Warner Music.

## Antecedentes y lanzamiento
La composición nuevamente estuvo a cargo de Perroni, Stambuk y Manhey. El vídeo musical del tema fue grabado en un teatro de la Ciudad de México y de ahí fue lanzado posteriormente a YouTube.

## Uso en los medios
Fue utilizada como el tema principal de la telenovela de Televisa La gata, la cual también protagonizo junto a Daniel Arenas.

## Lista de canciones
- Descarga digital[6]

| Vas a querer volver — Single |                       |          |  |
| N.º                          | Título                | Duración |  |
| 1.                           | «Vas a querer volver» | 3:54     |  |

## Posicionamiento en listas

### Listas
| País           | Organismo | Lista           | Mejor posición |
| 2014           | 2014      | 2014            | 2014           |
| -------------- | --------- | --------------- | -------------- |
| Estados Unidos | Billboard | Latin Pop Songs | 13             |

## Historial de lanzamiento
| Región | Fecha                    | Formato              | Discográfica |
| ------ | ------------------------ | -------------------- | ------------ |
| México | 28 de abril de 2014      | Lyric video Premiere | Warner Music |
| México | 16 de septiembre de 2013 | Descarga digital     | Warner Music |